# Rip Kirby
Pour les articles homonymes, voir Kirby.
 (septembre 2019).
Rip Kirby est une bande dessinée américaine créée en 1946 par Alex Raymond.

## La bande dessinée
Au retour de la seconde guerre mondiale, Alex Raymond ne continue pas son travail sur ses anciennes bandes dessinées, qui avaient pourtant été couronnées de succès (Flash Gordon, Jungle Jim, Agent Secret X-9). Au lieu de cela, il travaille à une nouvelle BD, prenant pour personnage principal un chimiste, détective amateur et ancien militaire de la marine. Publiée quotidiennement dans la presse américaine à partir du 4 mars 1946, la bande dessinée connaît immédiatement un énorme succès. Un Reuben Award récompense Raymond pour son travail sur cette BD. 
Alex Raymond travaillait en collaboration avec Ward Greene puis avec Fred Dickenson ; les histoires étaient publiées par King Features Syndicate.
En 1956, Alex Raymond se tue dans un accident de voiture. La King Features Syndicate, qui a besoin d'un remplaçant, le trouve en la personne de John Prentice. Dickenson continue d'être scénariste jusqu'au milieu des années 1980, où il est forcé de se retirer pour raisons de santé. Prentice prend la relève pour l'écriture des scénarios, et réalise Rip Kirby jusqu'à sa mort en 1999. La BD se termine en montrant un Rip à la retraite, le 28 juin 1999. Prentice reçut le prix National Cartoonist Society Story Comic en 1966, 1967 et 1986 pour son travail sur cette BD.
Pendant toutes les années Rip Kirby, de nombreux dessinateurs et scénaristes ont participé à la BD, notamment Frank Bolle (qui termina le dernier épisode), Al Williamson, Gray Morrow, et Neal Adams.

## Les personnages

### Rip Kirby
Rip (diminutif de Remington) Kirby est un Officier (capitaine) réserviste de la US Navy (C'est un ancien ''Marine''.) et un détective amateur. Cet homme élégant d'une quarantaine d'années porte des lunettes à montures noires, fume la pipe, aime le cognac, joue du piano et écoute de la musique classique. Il joue au golf et conduit des voitures sportives. Scientifique de haut niveau, il a enseigné dans une Université ou il aurait rencontré Honey. Ce gentleman vole au secours de jolies jeunes femmes en détresse tout en aidant la police à résoudre de mystérieuses énigmes. 

### Edmond
Edmond, le majordome anglais de Rip, a commis des actes répréhensibles dans son passé. Reconverti en parfait serviteur, Il aide Rip lors de ses enquêtes.

### Muguette (Honey) Dorian
Muguette (''Honey'', c'est-à-dire littéralement ''Miel'', elle est blonde.) Dorian, la fiancée de Rip, participe à des défilés de mode en tant que mannequin. Nettement plus jeune que Rip, elle pourrait avoir été son élève avant de devenir sa fiancée.

## Les albums

### Parution aux éditions Hachette
0.  Le Balafré, 1975,  (ISBN 2-01-001513-4)

### Parutions aux éditions Glénat
1. La Formule du docteur Hicks, 1978,  (ISBN 2-7234-0097-2)[1]
2. La Rançon de velours, 1979,  (ISBN 2-7234-0104-9)[2]
3. Les Deux Mères, 1979,  (ISBN 2-7234-0114-6)
4. Le réveil du Cormoran, 1979,  (ISBN 2-7234-0121-9)[3]
5. L'Été du mensonge, 1980,  (ISBN 2-7234-0142-1)
6. La Disparition de Melody Lane, 1980,  (ISBN 2-7234-0173-1)
7. La Valise aux dollars, 1980,  (ISBN 2-7234-0197-9)
8. La Fille du gangster, 1981,  (ISBN 2-7234-0244-4)
9. L'Or du capitaine Stone, 1982,  (ISBN 2-7234-0303-3)
10. Rendez-vous avec le destin, 1984,  (ISBN 2-7234-0383-1)
11. La Rose de velours, 1985,  (ISBN 2-7234-0383-1)
12. Un cas d'homicide, 1986,  (ISBN 2-7234-0665-2)

- L'intégrale, Vol. 1 1946-1947, 1987,  (ISBN 2-7234-0843-4)

### Documentation
- E. Cartier, « Rip Kirby », Phénix, no 3,‎ 1967, p. 28.
- Patrick Gaumer, « Rip KIrby », dans Dictionnaire mondial de la BD, Paris, Larousse, 2010 (ISBN 9782035843319), p. 724.
- Paul Gravett (dir.), « De 1930 à 1949 : Rip Kirby », dans Les 1001 BD qu'il faut avoir lues dans sa vie, Flammarion, 2012 (ISBN 2081277735), p. 134.